# Буди-Мілевські
Буди-Мілевські (пол. Budy Milewskie) — село в Польщі, у гміні Завідз Серпецького повіту Мазовецького воєводства.
Населення — 89 осіб (2011).
У 1975-1998 роках село належало до Плоцького воєводства.

## Демографія
Демографічна структура станом на 31 березня 2011 року:
|          | Загалом | Допрацездатний вік | Працездатний вік | Постпрацездатний вік |
| -------- | ------- | ------------------ | ---------------- | -------------------- |
| Чоловіки | 45      | 9                  | 33               | 3                    |
| Жінки    | 44      | 13                 | 24               | 7                    |
| Разом    | 89      | 22                 | 57               | 10                   |